# 真宗佛光寺派

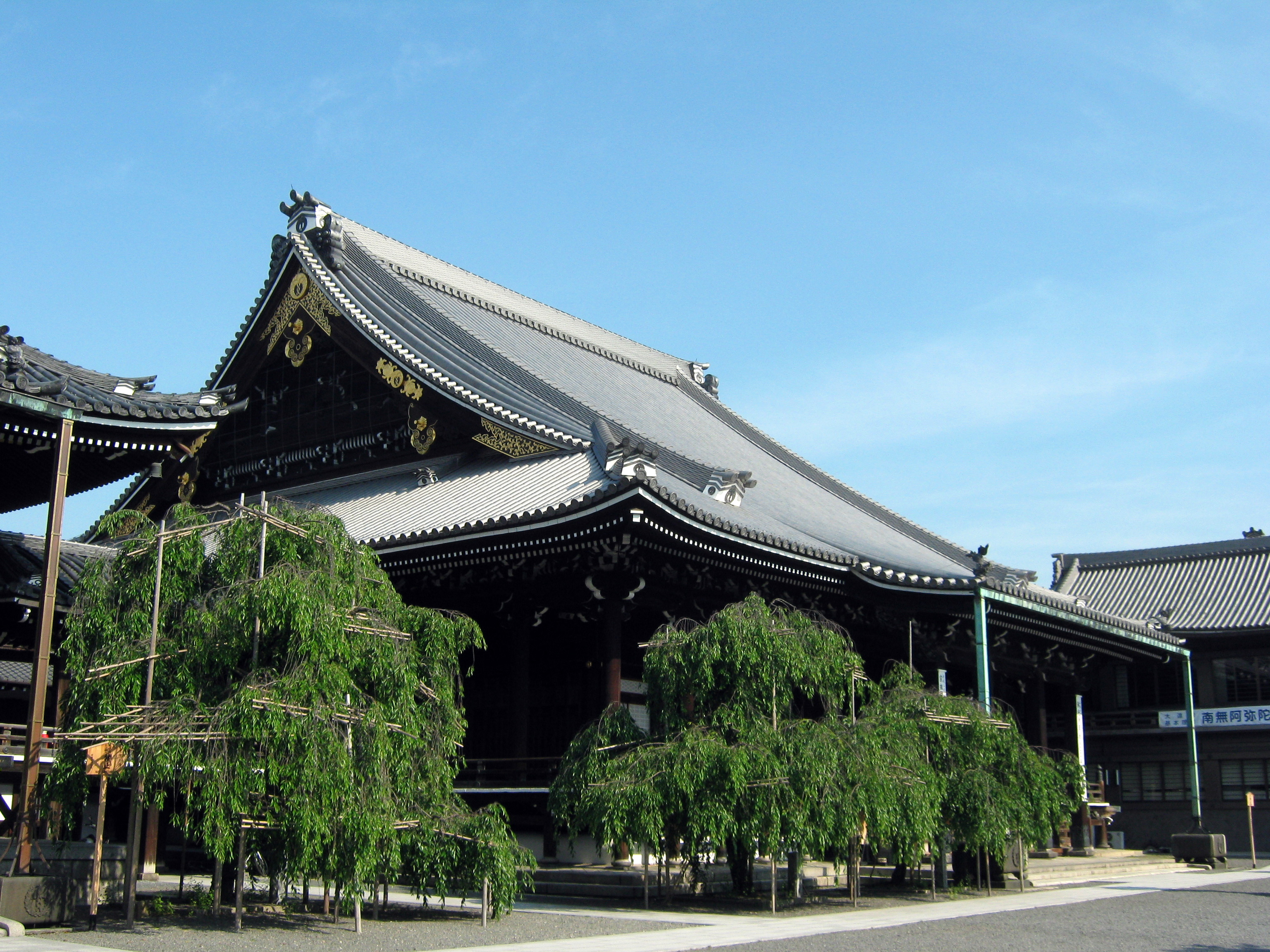
佛光寺

真宗佛光寺派（しんしゅうぶっこうじは）は、浄土真宗の一派。本山は京都市下京区の佛光寺。

## 概要
親鸞の門弟真仏が率いる高田門徒の分流である武蔵国荒木（現在の埼玉県行田市荒木）の源海が率いる満福寺を中心とする荒木門徒の流れを汲む。末寺数、約390寺。真仏を祖とし、了源を中興の祖とする。
また「真宗仏光寺派」と新字体で表記されることもあるが、正式表記は「真宗佛光寺派」である。

## 本尊
- 阿弥陀如来（絵像の後光は7本）
- 脇掛 右：九字名号（南無不可思議光如来）・左：十字名号（帰命尽十方無礙光如来）

## 歴史
詳しくは佛光寺「歴史」のセクションを参照。

## 歴代宗主
- 初代 親鸞 - 宗祖
- 2代 真仏
- 3代 源海
- 4代 了海
- 5代 誓海
- 6代 明光
- 7代 了源 - 中興の祖
- 8代 源鸞
- 9代 了明尼 - 史上初の女性法主
- 10代 源讃（唯了）
- 11代 性曇
- 12代 性善

- 13代 光教
- 14代 経誉
- 15代 経光
- 16代 経範
- 17代 存海
- 18代 経海
- 19代 随庸
- 20代 随如
- 21代 寛如
- 22代 順如
- 23代 随応
- 24代 随念

- 25代 真達 - 興正寺27世本寂（華園摂信）の実弟
- 26代 家教
- 27代 真意尼（女性）
- 28代 真空
- 29代 真照
- 30代 真承
- 31代 曉真
- 32代 惠照（女性）
- 33代 真覚

## 教区
本山以外の寺院は地域ごとに教区に区分される。
- 北海道教区 - 北海道地方
- 東京教区 - 東北地方、関東地方
- 新潟教区 - 新潟県
- 福井教区 - 福井県
- 滋賀北教区 - 滋賀県北部（彦根市以北）
- 滋賀南教区 - 滋賀県南部（東近江市以南）、三重県
- 京都教区 - 京都府
- 大阪教区 - 大阪府
  - 大阪別院
- 奈良教区 - 奈良県
- 中国教区 - 兵庫県、中国地方
- 四国教区 - 四国地方
- 九州教区 - 九州地方